# Amélie Helga Lundahl
Amélie Helga Lundahl (Oulu, 26 de maig de 1850 - Hèlsinki, 20 d'agost de 1914) fou una pintora finlandesa.
Va estudiar a l'escola de Belles Arts d'Estocolm, després va aconseguir una beca per a seguir els seus estudis a l'Académie Julian de París, amb Tony Robert-Fleury. Després d'una visita a Bretanya en els anys 1870 s'hi va instal·lar, i va començar a pintar els seus paisatges i retrats.
Després de tornar a Finlàndia el 1889, ella i Victor Westerholm van ajudar a fundar la "Önningebykolonin", una colònia d'art al poble d'Önningeby a les illes Åland. Va morir el 1914 a Hèlsinki.

## Galeria

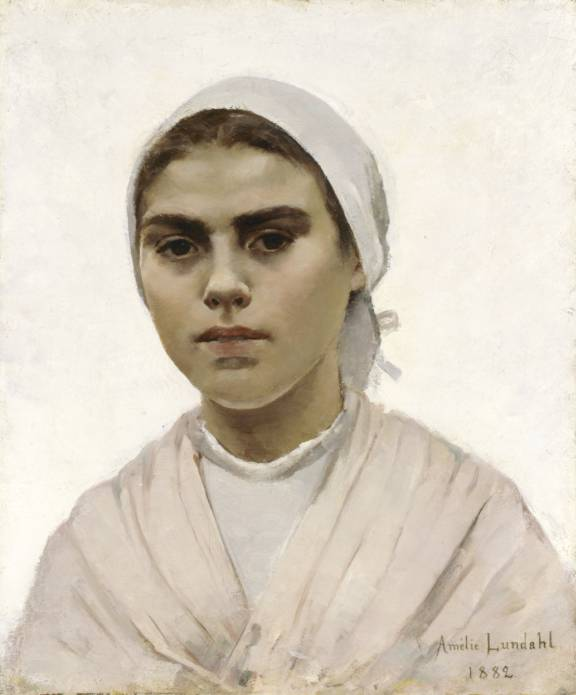
Jeune Bretonne (1882)
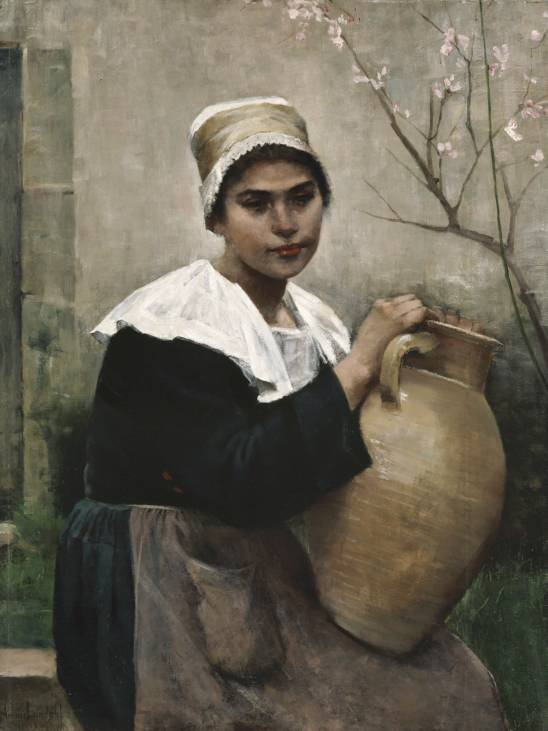
Portrait d'une Bretonne (1884)